# Roughton (Lincolnshire)
Pour les articles homonymes, voir Roughton.
Roughton est une paroisse civile et un village du Lincolnshire, en Angleterre.